# Dun-le-Palestel
Dun-le-Palestel település Franciaországban, Creuse megyében. Lakosainak száma 1086 fő (2022. január 1.). Dun-le-Palestel Colondannes, Maison-Feyne, Naillat, Sagnat, Saint-Sulpice-le-Dunois és Villard községekkel határos.

## Népesség
A település népességének változása:
| Lakosok száma | 1260 | 1293 | 1203 | 1133 | 1144 | 1127 | 1116 | 1094 | 1090 | 1086 |
|               | 1968 | 1982 | 1990 | 2006 | 2013 | 2015 | 2017 | 2019 | 2020 | 2022 |